# Steven Cruz
Steven Adalberto Cruz (Tenares, República Dominicana, 15 de junio de 1999), más conocido como Steven Cruz, es un jugador profesional dominicano de béisbol que se desempeña en la posición de lanzador en Kansas City Royals, equipo de las Grandes Ligas de Béisbol (MLB).

## Carrera
En 2023, Cruz hizo su debut en la MLB con el equipo Kansas City Royals, donde lleva jugando dos temporadas.